# Bielski Okręg Przemysłowy
Bielski Okręg Przemysłowy lub Bielsko-Bialski Okręg Przemysłowy – okręg przemysłowy w południowej Polsce. Istnieje kilka koncepcji wyznaczenia jego granic. W najwęższym sensie termin ten może odnosić się do przemysłu samego tylko Bielska-Białej (wraz z dzielnicami, które niegdyś stanowiły odrębne miejscowości) i sąsiadujących z nim Czechowic-Dziedzic. W licznych opracowaniach BOP definiowany jest szerzej i utożsamiany z przemysłem całego dawnego województwa bielskiego istniejącego w latach 1975–1998 (wraz z przyległymi Czechowicami-Dziedzicami). W 1999 został określony czwartym w Polsce pod względem liczby osób pracujących w przemyśle (po górnośląskim, warszawskim i łódzkim).

## Historia

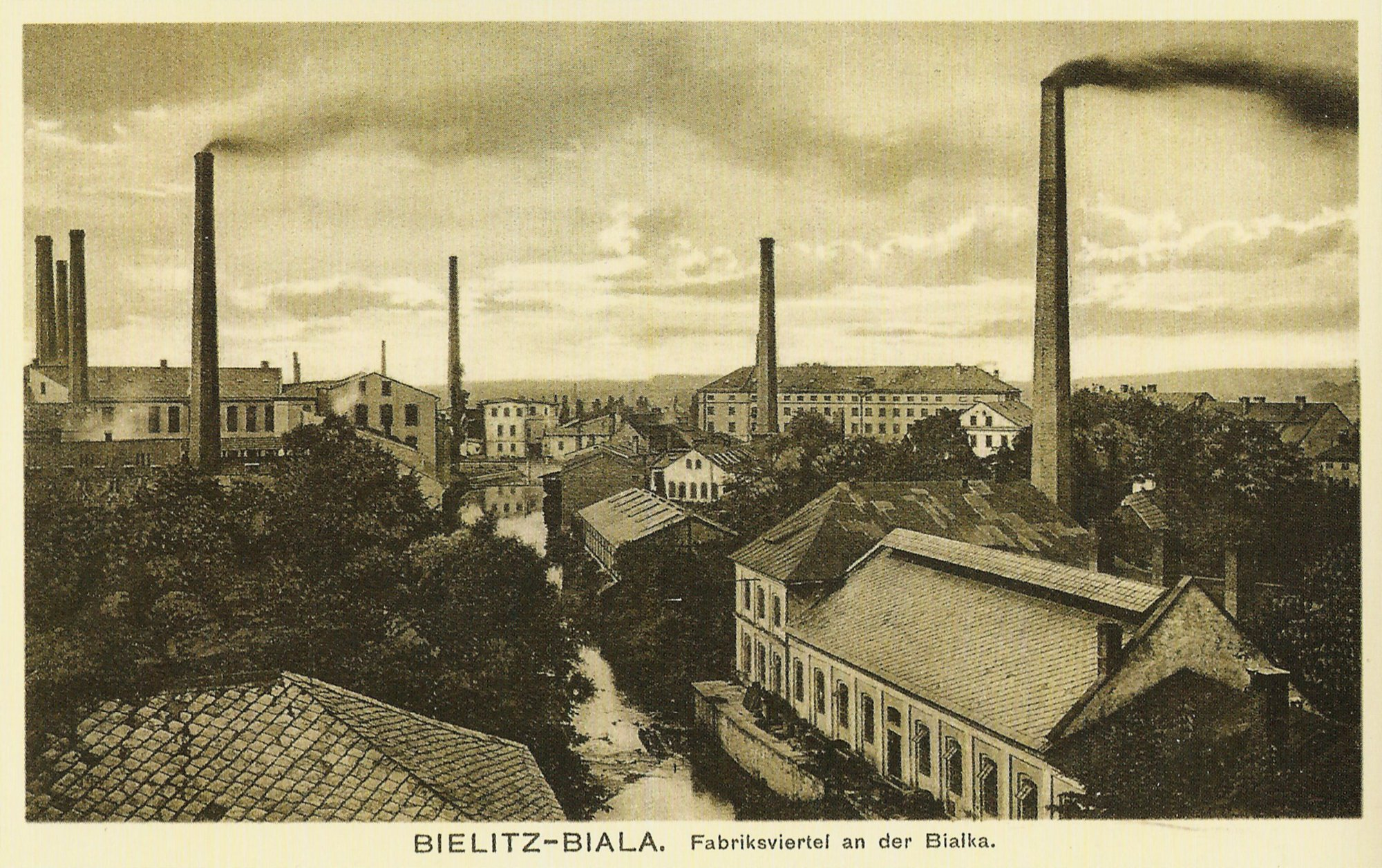
Przemysłowy krajobraz Bielska-Białej na początku XX wieku

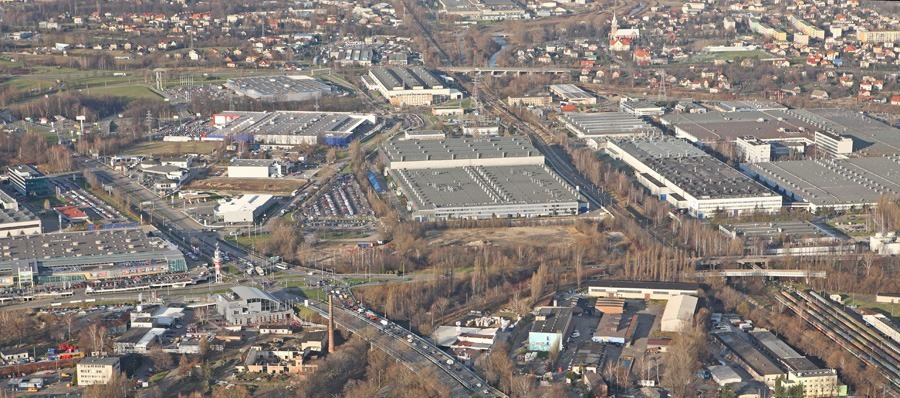
Widok na kompleks FCA Poland (dawniej Fabryka Samochodów Małolitrażowych) w Bielsku-Białej

Dzieje Bielskiego Okręgu Przemysłowego sięgają pierwszej połowy XIX wieku. Na bazie dawnych tradycji sukienniczych w Bielsku i Białej silnie rozwinął się przemysł włókienniczy. Okręg bielsko-bialski jest określany jako trzeci pod względem wielkości ośrodek włókienniczy w Austro-Węgrzech po Brnie i Libercu. Do innych znaczących gałęzi należał przemysł metalowy i maszynowy.
W okresie PRL Bielsko-Biała stało się bardzo ważnym ośrodkiem przemysłu samochodowego, a to za sprawą uruchomienia w 1972 Fabryki Samochodów Małolitrażowych, gdzie produkowano m.in. słynnego „Malucha”. FSM był kombinatem zatrudniającym ponad trzydzieści tysięcy pracowników, w skład którego weszły również zakłady w Skoczowie, Ustroniu czy Czechowicach-Dziedzicach. Do innych znaczących zakładów BOP w rozumieniu szerszym zaliczały się m.in. Wytwórnia Silników Wysokoprężnych „Andoria” w Andrychowie, Południowe Zakłady Przemysłu Skórzanego „Chełmek”, Zakłady Chemiczne „Oświęcim”, Czechowickie Zakłady Przemysłu Zapałczanego, Fabryka Maszyn Elektrycznych „Celma” w Cieszynie czy Browar w Żywcu.
Transformacja ustrojowa po 1989 przyniosła wielkie przemiany w strukturze gospodarczej regionu. Niektóre zakłady z powodzeniem funkcjonują pod nowymi markami (np. bielska FSM stała się częścią przedsiębiorstwa Fiat Chrysler Automobiles (FCA) Poland, a zakłady chemiczne w Oświęcimiu są dziś znane jako Synthos SA), wiele innych jednak przestało istnieć – m.in. niemal wszystkie fabryki włókiennicze w Bielsku-Białej.